# Agaon kiellandi
Agaon kiellandi är en stekelart som beskrevs av Wiebes 1974. Agaon kiellandi ingår i släktet Agaon och familjen fikonsteklar.
Artens utbredningsområde är Tanzania. Inga underarter finns listade i Catalogue of Life.